# زمین‌لرزه ۱۹۷۴ چین
زمین‌لرزه چین  در تاریخ ۱۰ مه ۱۹۷۴ میلادی، برابر با ‎۲۰ اردیبهشت ۱۳۵۳، ساعت ۱۹:۲۵:۱۵ به زمان یوتی‌سی در چین رخ داد. ژرفای این زلزله ۹٫۹ کیلومتر بود، و بزرگی آن ۶٫۸ در مقیاس Ms اعلام شده‌است. زمین‌لرزه به وقت محلی در روز شنبه، ساعت ۳ روی داده و منطقه زمانی آن یوتی‌سی +۸ بوده‌است .
سازمان زمین‌شناسی آمریکا نیز رومرکز این زمین‌لرزه را در مختصات ۲۸°۱۴′۳۵″شمالی ۱۰۴°۰۰′۵۴″شرقی / ۲۸٫۲۴۳°شمالی ۱۰۴٫۰۱۵°شرقی و ژرفای آنرا در ۱۱ کیلومتر گزارش کرده است. بزرگی برگزیدهٔ این سازمان از میان بزرگیهای محاسبه‌شدهٔ مختلف ۶٫۸ در مقیاس Ms بوده و از دید اثر، در میان چهار دسته‌بندی «نامحسوس»، «محسوس»، «زیان‌آور» یا «با تلفات»، زلزله را «با تلفات» اعلام کرده‌است.
شمار کشتگان زلزله حدود ۱۵۴۱ نفر بوده‌است.تعداد زخمیان ۱۶۰۰ نفر برآورده شده‌است.